# Натиска на Скалата: Във вашия дом
Натиска на Скалата: Във вашия дом (на английски: Rock Bottom: In Your House) е двадесет и шестото pay-per-view събитие от поредицата Във вашия дом, продуцирано от Световната федерация по кеч (WWF). Събитието се провежда на 13 декември 1998 г. във Ванкувър, Британска Колумбия, Канада.
Събитието е кръстено на финалния ход на Скалата – Натиска на Скалата. Основното събитие е Ледения Стив Остин срещу Гробаря в мач Погребан жив за място в кралското меле от 1999 г. Основният мач на ъндъркарда е за Титлата на WWF между Скалата и Менкайнд.

## Резултати
| №                                         | Резултати | Правила                                                        | Време |
| ----------------------------------------- | --- | -------------------------------------------------------------- | ----- |
| 1                                         | Д'Ло Браун и Марк Хенри (с Жаклин и Тери Рънълс) побеждават Търсене и предлагане (Кръстника и Вал Винъс)            | Отборен мач                                                    | 05:54 |
| 2                                         | Хедбенгърс (Мош и Трашър) поб. Особняците (Голга и Кърган) (с Гиганта Силва и Луна Вашон)                           | Отборен мач                                                    | 06:29 |
| 3                                         | Стив Блекман поб. Оуен Харт чрез отброяване                                                                         | Индивидуален мач                                               | 10:26 |
| 4                                         | Потомството (Крисчън, Острието и Гангрел) поб. Джоб Отряда (Ал Сноу, Боб Холи и Скорпио) (с Главата)                | Шесторен отборен мач                                           | 09:08 |
| 5                                         | Златен прах поб. Джеф Джарет (с Дебра) чрез дисквалификация                                                         | Стриптийз мач                                                  | 08:06 |
| 6                                         | Разбойниците на Новото време (Били Гън и Роуд Дог) (ш) поб. Корпорацията (Биг Бос Мен и Кен Шамрок) (с Шон Майкълс) | Отборен мач за Световните отборни титли на WWF                 | 16:10 |
| 7                                         | Менкайнд поб. Скалата (ш) (с Г-н Макмеън и Шейн Макмеън) чрез нокаут                                                | Индивидуален мач за Титлата на WWF                             | 13:35 |
| 8                                         | Ледения Стив Остин поб. Гробаря (с Пол Беърър)                                                                      | Мач Погребан жив за участие в Кралското меле на Кралски грохот | 21:33 |
| - (ш) – указва шампиона/шампионите в мача | |                                                                |       |